# 二八
二八（にっぱち）とは、2月と8月に売り上げが下がる法則を示した俗語である。

## 原因
2月と8月に売り上げが落ちる理由として、2月は12月から1月まで出費のかさむ行事（クリスマス・正月・忘年会・新年会など）があり、その反動として2月は出費を抑えようとするため売り上げが落ちる。もう一つの理由としては、季節的に2月は寒いのでお客の購買意欲が下がることも理由として挙げられる。8月は季節的に暑いのでお客の購買意欲が下がり、さらにお盆があるためにお店に行かないので売り上げが下がる。

## 当てはまる業種と当てはまらない業種
この法則に当てはまる業種としては流通業界 や建築業界、さらには音楽業界もその時期はリリースが少ない などさまざまな業種に影響している。
ただし何もかもが当てはまるかと言えばそうではなく、例えば2月ではバレンタインデーがあるため日本のチョコレートの年間消費量の2割程度がこの日に消費される。8月は、お盆があるため公共交通機関を利用し、交通業界の売り上げが上がる。2013年の統計ではJR6社の利用者数は約1256万人の人たちが利用している。全日空と日本航空の国際線では49万人、国内線では264万人が利用している。
また8月では、CLUB BBQの会員に向けた外食アンケートによると、「外食する回数は他の季節と変わらない」と回答した人は84.9％となっている。ただし飲食店での勤務経験がある人では19.3％が客入りが悪いと回答している。

## その他
- 蕎麦、または蕎麦屋の俗語。江戸時代は二八の十六文が蕎麦の値段だったから、また全て蕎麦粉を用いる十割そばに対して、食感を滑らかにするためのつなぎとして小麦粉を2割入れた蕎麦のことを指す。また蕎麦屋を指す語としても用いられる。
- 2かける8で数字の16、また16歳の意味。